# El Paujil

Localização da cidade de El Paujil no departamento de Caquetá.

El Paujil é um município da Colômbia localizada no departamento de Caquetá.